# Victor Delpierre
Pour les articles homonymes, voir Delpierre.
Casimir-Victor Delpierre est un homme politique français, né le 24 mai 1859 à Béthune dans le Pas-de-Calais et décédé le 7 mai 1933  à Ansauvillers dans le département de l'Oise.

## Biographie
Après des études de médecine, Victor Delpierre s'installa dans le village d'Ansauvillers (Oise), dont il fut élu maire en 1894 – mandat constamment renouvelé jusqu'à sa mort.
Conseiller général du canton de Breteuil, il est élu député en 1906, en battant le sortant conservateur de l'arrondissement (circonscription) de Clermont, sur un programme clairement radical, même s'il n'appartient pas à ce parti.
Il s'inscrit au groupe de la Gauche radicale et mène une activité parlementaire assez intense, marquée notamment par une fonction de rapporteur de la commission d'enquête sur l'utilisation de l'alcool industriel, mais aussi par un nombre important d'interventions sur des sujets très divers, y compris l'élimination des corbeaux et des pies, sujet qui lui tient particulièrement à cœur.
Favorable à Clemenceau, il se rapproche du parti radical, dont il devient le secrétaire du comité exécutif.
Réélu en 1910, face à M. Aubey (11 016 voix contre 7 798, sur 19 525 votants), et 1914, il participe à la Première Guerre mondiale en qualité de médecin-major, et sera décoré de la Croix de Guerre.
En 1919, il est réélu député, sur la liste "d'union républicaine nationale", et siège au sein de l'Entente républicaine démocratique, c'est-à-dire à droite.
En 1920, il est élu Sénateur de l'Oise, puis réélu en 1924, et sera, au Palais du Luxembourg, un infatigable contempteur de la dépense publique inutile, allant même jusqu'à remettre en cause celles faites pour célébrer le cinquantenaire de la création de l'école publique et laïque et Jules Ferry, dont il était un admirateur inconditionnel.
Battu aux élections sénatoriales de 1933, il décède quelques semaines plus tard.

## Sources
- « Victor Delpierre », dans le Dictionnaire des parlementaires français (1889-1940), sous la direction de Jean Jolly, PUF, 1960 [détail de l’édition]